# Camera di commercio internazionale
La Camera di commercio internazionale (CCI) è la più grande e rappresentativa organizzazione commerciale internazionale. Essa, infatti, rappresenta le aziende di tutto il mondo e ha per obiettivo di promuovere gli investimenti, l'apertura dei mercati di beni e servizi e la libera circolazione dei capitali. La sua attività si basa principalmente su 3 settori:
- creazione di norme comuni per il commercio internazionale;
- risoluzione delle controversie tramite MARC (Metodi alternativi di risoluzione delle controversie);
- patrocinio politico.

Sin dalla sua creazione, la CCI è stata rappresentativa degli interessi del settore privato dinnanzi a governi e organizzazioni internazionali.
Il suo segretariato internazionale ha sede a Parigi, ma in ogni Paese membro vi è la possibilità di istituire un comitato nazionale (al momento se ne possono contare più di 90). L'insieme di queste istituzioni garantisce il funzionamento di una rete globale che rende la CCI primeggiare nel settore del commercio globale. Attraverso i propri comitati nazionali, infatti, la CCI è in grado di aggiornare e aggiornarsi costantemente sulle principali questioni relative al commercio internazionale, creando un'attiva collaborazione a livello nazionale, regionale e internazionale.
La CCI, inoltre, collabora con le Nazioni Unite (ONU), l'Organizzazione mondiale del commercio (OMC) e molte altre organizzazioni intergovernative internazionali e regionali. Essa è stata la prima organizzazione a cui è stato garantito lo status consultivo generale presso il Consiglio economico e sociale delle Nazioni Unite.

## Storia
La Camera di commercio internazionale è stata fondata nel 1920 e la sua corte di arbitrato nel 1923.
I suoi membri sono migliaia di aziende presenti in 180 paesi e attive in ogni settore del business. Nata grazie all'idea di un gruppo di importanti esponenti del settore industriale, finanziario e commerciale con l'obiettivo di dare nuovo slancio all'economia dopo la crisi causata dalla Prima Guerra Mondiale, i suoi fondatori decisero simbolicamente di farsi chiamare "mercanti di pace" (merchants of peace) : uno spirito che tuttora permea ogni attività di tale organizzazione internazionale.
Il primo presidente della Camera di Commercio Internazionale è stato il Ministro delle Finanze francese Etienne Clémentel.

## Membri
Vi sono due diverse modalità per diventare membro della CCI:
1. Associandosi al proprio gruppo o comitato nazionale ;
2. Attraverso una affiliazione diretta con il Segretariato Internazionale nel caso nel proprio Paese non sia ancora stato istituito un gruppo o comitato nazionale .

## Struttura

### Consiglio
Il Consiglio Mondiale è l'organo supremo incaricato di gestire la CCI ed è composto dai rappresentanti dei comitati nazionali. Esso elegge le cariche alte, tra cui il Presidente, Vice Presidente, il cui mandato è di due anni.
Tali figure, unitamente a quella del Presidente Onorario, garantiscono alla CCI il più alto livello di comando mondiale.

### Consiglio Esecutivo
Esso fornisce una direzione strategica della CCI ed è composto da più di 30 capi internazionali nel settore del commercio e membri ex-officio. Tale organo è eletto dal Consiglio Mondiale su raccomandazione della Presidenza e si riunisce 3 volte l'anno. Il Consiglio Esecutivo supervisiona la scelta delle priorità strategiche della CCI e lo sviluppo e realizzazione delle sue politiche.

### Segretariato Internazionale
Il segretariato internazionale della CCI, con sede a Parigi, è il braccio operativo di tale organizzazione. Esso sviluppa e realizza i programmi di lavoro, diffonde il punto di vista della comunità commerciale nelle organizzazioni intergovernative su questioni che riguardano direttamente il commercio internazionale. Alla sua direzione vi è il Segretario Generale, che è nominato dal Consiglio Mondiale.

### Comitati nazionali
Attualmente, 92 Stati membri hanno istituito i propri comitati nazionali. Nei Paesi in cui non è ancora presente tale Comitato, le aziende e le organizzazioni come le camere di commercio e le associazioni professionali possono divenire membri direttamente presse la Camera di commercio internazionale.

### Comitato Finanziario
Il Comitato Finanziario svolge attività consultiva per il Consiglio Esecutivo su ogni questione di natura finanziaria. Prepara, per conto del Consiglio Esecutivo, il budget e resoconti periodici, analizza le implicazioni finanziarie delle attività della CCI e supervisiona le entrate e le spese dell'organizzazione.

## Attività
La Camera di commercio internazionale è da anni leader nella creazione di regole o contratti standard, in tutti i settori del business. Le sue pubblicazioni sono frutto del lavoro di commissioni che trattano i principali settori del commercio internazionale.
Le competenze della CCI possono riassumersi principalmente in :
1. creazione di regole per il commercio internazionale;
2. risoluzione delle controversie;
3. policy advocacy.

Oggi l'attività di ICC si basa, infatti, sul lavoro di 13 commissioni composte da esperti del settore privato, incaricati di esaminare le principali questioni relative a:
- ambiente ed energia;
- anticorruzione e CSR (responsabilità sociale d'impresa/Corporate Sociale Responsibility);
- ADR (alternative dispute resolution), incluso l'arbitrato internazionale e la mediazione civile internazionale;
- concorrenza;
- digital economy;
- diritto e pratiche del commercio internazionale;
- dogane e trade facilitations;
- marketing e ADV;
- politica economica;
- politiche del commercio e degli investimenti internazionali;
- proprietà intellettuale;
- questioni fiscali;
- settore bancario.

La CCI ha pubblicato nel 1991 un codice di condotta per le aziende: la "Carta delle aziende" per lo sviluppo sostenibile, che cerca di difendere i principi che riguardano in particolare il rispetto per l'ambiente.
Nel 2002, durante il Vertice della Terra di Johannesburg, la CCI ha posto in essere un'iniziativa congiunta con il Business Action for Sustainable Development in prospettiva di stabilire norme ambientali private.

## Servizi per la risoluzione delle controversie
I servizi per la risoluzione delle controversie gestiti dalla CCI aiutano a risolvere le varie problematiche che possono sorgere nel commercio internazionale. L'Arbitrato internazionale CCI è una procedura privata da cui risulta una decisione vincolante ed esecutiva e fa parte dei Metodi alternativi di risoluzione delle controversie. CCI offre anche servizi di mediazione, sempre come MARC.
La Corte Internazionale di Arbitrato della Camera di Commercio Internazionale gestisce l'Arbitrato CCI e nel corso degli anni ha già trattato più di 20,000 casi dal momento della sua creazione nel 1923, un carico di lavoro in progressiva crescita.
Al momento la Corte vanta 85 Stati che rappresentano tutte le principali aree globali quali America Latina, Centrale e Nord America Africa, Asia e Medio Oriente, coprendo quindi tutti i continenti e garantendo i propri servizi in tutte le principali lingue usate nel commercio internazionale.
Vi sono diversi tipi di Servizi di Risoluzione delle Controversie CCI.

### Arbitrato
In base all'Arbitrato Internazionale CCI, è amministrato dalla Corte Internazionale di Arbitrato della Camera di Commercio Internazionale con l'assistenza del Segretariato della Corte. Tale metodo è da sempre stato riconosciuto come una procedura estremamente efficiente e flessibile per la risoluzione delle controversie, che si conclude con una decisione vincolante e non appellabile soggetta ad esecuzione universale.

### Mediazione
In base alla Mediazione Civile CCI, è una tecnica particolarmente flessibile, condotta privatamente e in maniera confidenziale, in cui un facilitatore neutrale aiuta le parti a trovare un accordo per risolvere la propria controversia.

### Consigli delle controversie
In base alle Norme del Consiglio delle Controversie CCI, sono organi indipendenti con compiti di assistenza per la risoluzione delle controversie che nascono durante la fase contrattuale. Procedura caratterizzata da convenienza e velocità, il cui uso è particolarmente diffuso nei progetti relativi a edilizia e infrastrutture, nonché in settori quali la proprietà intellettuale e informatica.

### Esperti
Attraverso il Centro Internazionale per MARC, la CCI offre tre diversi servizi relativi a esperti e terzi neutrali:
1. Proposta di esperti e terzi neutrali in seguito alla richiesta di una o più parti, di una corte o di un tribunale arbitrale;
2. Nomina di esperti e terzi neutrali, che diviene vincolante per le parti richiedenti;
3. Amministrazione e supervisione di CCI su tutta la procedura.

### NUU
In base alle Norme per gli Strumenti Documentativi per la Risoluzione delle Controversie CCI, NUU è amministrato dal Centro Internazionale per MARC. Esso è considerato un metodo di risoluzione particolarmente veloce, conveniente e chiaro per le controversie relative ai crediti documentari.

## Federazione Mondiale delle Camere di Commercio
Nel 1951, la CCI fondò la Federazione Mondiale delle Camere (FMC), in inglese World Chambers Federation (WCF), e precedentemente chiamato l'Ufficio Internazionale delle Camere di Commercio (International Bureau of Chambers of Commerce). FMC è l'unico forum globale che unisce la rete mondiale di oltre 12.000 camere di commercio e industria. Mira a facilitare lo scambio delle migliori pratiche e lo sviluppo di nuovi prodotti e servizi globali per le camere di commercio e promuove i partenariati internazionali tra esse e le altre parti interessate per aiutare le imprese locali a crescere. FMC è un organismo non politico e non governativo, con i suoi membri che comprendono camere di commercio locali, regionali, nazionali, bilaterali e transnazionali, nonché camere di commercio di diritto pubblico e di diritto privato.
FMC è stata istituita da CCI e dai suoi membri delle camere di commercio a seguito di una risoluzione al termine del Congresso mondiale delle Camere di Commercio (Roma 1950). Nel suo incontro del comitato inaugurale tenutosi a Parigi nel dicembre 1950, FMC venne battezzata col nome di Ufficio Internazionale delle Informazioni delle Camere di Commercio. Con l'espansione e la crescita negli anni '60, il suo nome divenne l'Ufficio Internazionale delle Camere di Commercio e nel giugno 2001 divenne noto col nome attuale.
Con una storia che dura da più di 400 anni, le camere di commercio esistono oggi in quasi tutti i Paesi e le comunità commerciali di tutto il mondo. Le camere di commercio e industria possono essere definite come:
- organizzazioni multisettoriali che accettano membri senza restrizioni settoriali
- non perseguitano obiettivi politici (cioè, non partecipano alle elezioni o nominano candidati per posizioni politiche)
- agiscono come una voce per la comunità imprenditoriale (cioè, difendono gli affari e promuovono la legislazione che è vantaggiosa per le imprese)
- facilitano il ruolo delle camere di commercio come agenzie locali di sostegno alle imprese
- gestiscono la catena di garanzia internazionale dei Carnet ATA, documento doganale che consente l'importazione temporanea di merci esenti da dazi e esentasse
- migliorano la capacità delle camere di commercio a rilasciare certificati di origine, compresa la gestione di una catena internazionale di CO

FMC organizza anche il Congresso delle Camere Mondiali ogni due anni. Il Congresso è l'unico forum internazionale per leader di camere di commercio e professionisti per condividere le migliori pratiche, scambiarsi idee, sviluppare reti, affrontare le ultime problematiche aziendali che riguardano le loro comunità e conoscere nuove aree di innovazione dalle camere di tutto il mondo.
Durante il Congresso, FMC annuncia anche i vincitori della Competizione Mondiale delle Camere, l'unico programma globale di premi per riconoscere i progetti più innovativi intrapresi dalle camere di commercio e dell'industria di tutto il mondo.

## Politiche e Pratiche per il Business
Le politiche, le regole e gli standard della CCI sono preparati da organi specializzati. La procedura ordinaria richiede che essi siano in primo luogo adottati dalle commissioni, in consultazione con i comitati nazionali, e in seguito approvati dal Consiglio Esecutivo, prima che siano considerati come ufficiali e pubbliche posizioni della CCI.
Le Commissioni esaminano le principali questioni e politiche di interesse per il business globale e ogni Comitato Nazionale o gruppo può nominare delegati come rappresentanti dei propri interessi presso le riunioni. Gli ufficiali sono nominati dal Presidente e dal Segretario Generale dopo le consultazioni con i Comitati Nazionali.
A volte sono istituite gruppi di lavoro all'interno di una o più commissioni per un determinato periodo di tempo necessario al conseguimento di specifici progetti; la loro attività viene monitorata dalle commissioni di competenza grazie a report periodici.

### Codice CCI per Pratica di comunicazione pubblicitaria e di mercatistica
Il nuovo Codice CCI per Pratica di comunicazione pubblicitaria e di mercatistica, presentato a Settembre 2011, è divenuto ormai un punto di riferimento per i professionisti nel settore mercatistico e pubblicitario. Il codice stabilisce una serie di standard etici e linee guida per quei tipi di business che sono soggetti all'uso di tecnologie, strumenti e tecniche per il mercato di beni e servizi oggi in continua evoluzione. Sviluppate da esperti di ogni settore dell'industria provenienti da ogni parte del mondo, il Codice si propone di proteggere i consumatori attraverso la chiara definizione di linee guida per una mercatistica responsabile.

## Formazione ed Eventi
Gli eventi CCI sono svolti in tutto il mondo grazie alla rete di Comitati Nazionali con cui la Camera di Commercio Internazionale organizza non solo conferenze su temi specifici, ma anche attività di formazione, quali seminari in cui viene condivisa l'esperienza di tale organizzazione internazionale in settori quali arbitrato commerciale e meccanismi di risoluzione, strumenti CCI per il commercio (vedi Incoterms), pratiche per crediti documentari (UCP) e contratti internazionali.

## Pubblicazioni CCI
ICC Publications si occupa della pubblicazione dei lavori della Camera di Commercio Internazionale. Le pubblicazioni ICC, alcune gratuite e altre in vendita, si dividono principalmente in tre parti:
1. Norme e linee-guida CCI;
2. Osservazioni pratiche;
3. Opere di riferimento.

Il contenuto di tali pubblicazioni è frutto del lavoro delle Commissioni della CCI, ma anche della collaborazione con istituzioni e singoli esperti internazionali.
Destinatari sono principalmente banche, imprenditori, responsabili esportazione, studenti, giuristi, arbitri e consulenti in materia di esportazione, finanza commerciale e metodi alternativi di risoluzione delle controversie (MARC)in campo commerciale. Alcune pubblicazioni di successo sono tradotte in oltre 30 lingue.

### Alcune pubblicazioni fondamentali di CCI (ultima edizione)
- Modello di Contratto di Vendita Internazionale CCI
- Incoterms 2020
- Norme uniformi relative agli incassi URC 522
- Norme ed Usi Uniformi relativi ai Crediti Documentari UCP 600, eUCP 2.0
- Prassi bancaria internazionale uniforme ISBP 745
- Norme uniformi per le garanzie bancarie a prima richiesta URDG 758
- Norme uniformi per l'Obbligo di Pagamento Bancario URBPO 750
- Norme sui rimborsi tra banche nelle operazioni di credito documentario URR 725
- Regole e Prassi Internazionali relative alle Standby ISP 98
- Arbitrato Internazionale
- Mediazione Civile
- NUU 2015
- Pareri CCI
- Decisioni CCI
- Norme CCI